# アーラ・プガチョワ
アーラ・ボリソヴナ・プガチョワ（ロシア語: Алла Борисовна Пугачёва、1949年4月15日 - ）は、ロシアの女性歌手。娘のクリスティーナ・オルバカイテも歌手である。

## 経歴

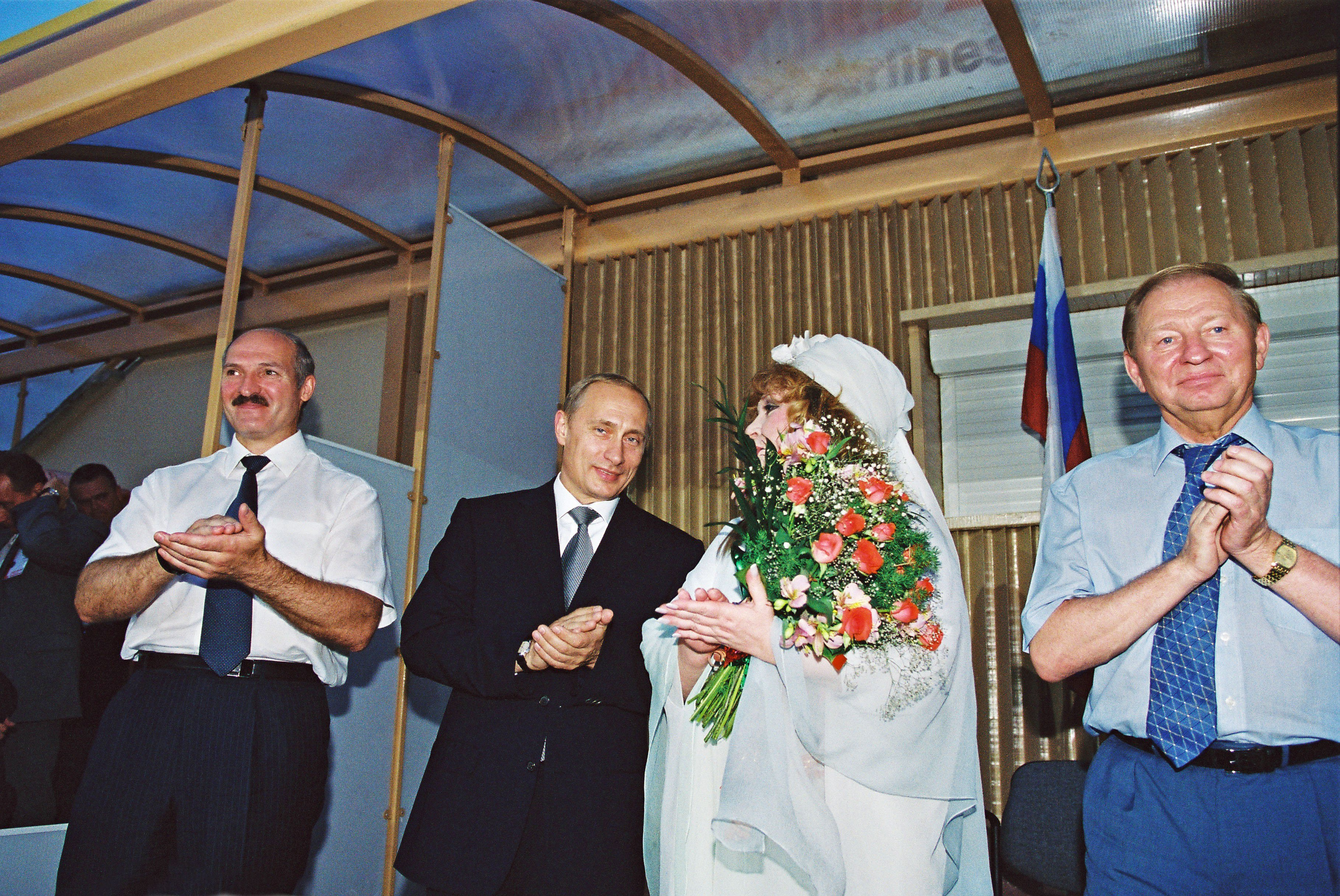
左からベラルーシ大統領アレクサンドル・ルカシェンコ・ロシア連邦大統領ウラジーミル・プーチン・アーラ・プガチョワ・ウクライナ大統領レオニード・クチマ（2001年）

ソビエト連邦（ソ連）時代の1965年に初めて歌い始めてから今日に至る。文化活動が規制されていたソ連時代、当局筋の高い評価と大衆からの人気をも両立させた歌手として人気を不動のものにし、今でも旧ソ連諸国で高い人気を誇っている。『ブリタニカ百科事典』によれば、プガチョワは2億5000万枚のレコードを売り上げたとされる。ソビエト連邦の崩壊直前の1991年に最後のソ連人民芸術家に選ばれた。
健康上の理由から2009年の60歳の誕生日をもって歌手として活動から引退することを表明した。同日、メドベージェフ大統領より勲三等祖国功労賞を授与された。
日本では、『百万本のバラ』の歌手として知られており、この歌は加藤登紀子の歌う日本語版として1983年にリリースされた。
2022年、ロシアのウクライナ侵攻が始まるとイスラエルへ出国。8月に帰国。9月16日には夫のマクシム・ガルキンがロシア政府から「外国の代理人」（スパイ）として認定される。この直後、本人も「私も『代理人』に認定せよ」「私も夫と同じく平和を望み、軍事作戦の幻想に踊らされて若者が死ぬことに心を痛めている」とSNSに投稿し、侵攻反対を表明した。

## 私生活
5度の結婚歴があり、現在の夫である27歳年下で人気司会者のマクシム・ガルキンとは2011年に結婚した。2人の間には、代理母出産で2013年9月18日に産まれた男女の双子の子供がいる。一方、プガチョワ自身には2013年時点で既に3人の孫がいるという。